# JJ Marsh
Joakim JJ Marsh, född 1966 är en svensk gitarrist och låtskrivare, främst inom hårdrock och som troligen är mest känd genom sitt långa samarbete med Glenn Hughes (tidigare bland annat Deep Purple).
Marsh växte upp i Gimo, men flyttade tidigt till Uppsala där han under tonåren spelade med band som Die Cast och Spellbound, som gav ut skivorna Breaking the Spell och Rockin' Reckless. Trots mycket bra recensioner för de två skivorna fick bandet inget skivkontrakt för en tredje skiva, och 1988 lades bandet ner. Under det tidiga 1990-talet bildade Marsh bandet Studfarm med bland annat Janne Hellman. 1995 träffade han Glenn Hughes och inledde ett samarbete där Marsh under perioden 1996-2008 var med och skrev majoriteten av låtarna på 10 studioskivor, förutom Hughes soloalbum även två album tillsammans med Joe Lynn Turner i Hughes-Turner Project, förkortat HTP.
Marsh gav ut sitt första soloalbum Music from Planet Marsh 2005, där även Tomas Bodin, Thomas Broman och Kjell Haraldsson medverkar. Marsh och Broman bildade 2013 bandet Bridge to Mars, som 2016 gav ut sin debutskiva. Marsh har även medverkat som gitarrist på skivor med bland annat Phenomena, Tomas Bodin, Mats/Morgan Band och konstmusikern Simon Steensland.

## Diskografi

### Soloalbum
- Music From Planet Marsh (2005)

### Bridge to Mars
- Bridge to Mars (2016)

### Spellbound
- Breaking the Spell (1984)
- Rockin' Reckless (1985)
- Spellbound (1997)

### Simon Steensland
- The Simon Lonesome Combat Ensemble (1994)
- The Zombie Hunter (1995)
- Led Circus (1999)
- Live Gang-Gang (2004)

### Mats & Morgan Band
- Trends and Other Diseases (1996)

### Glenn Hughes
- Addiction (1996)
- The Way It Is (1999)
- From the Archives Volume I - Incense & Peaches (2000)
- Return of Crystal Karma (2000)
- Building the Machine (2001)
- Songs in The Key of Rock (2003)
- Freak Flag Flyin' (2003) (live)
- Soulfully Live in the City of Angels (2004) (live)
- Soul Mover (2005)
- Music For the Divine (2006)
- Live in Australia (2007) (live)
- First Underground Nuclear Kitchen (2008)

### Hughes-Turner Project
- HTP (2002)
- HTP 2 (2003)

### Tomas Bodin
- Sonic Boulevard (2003)
- I A M (2005)
- You Are (2009)

### Phenomena
- Psycho Fantasy (2006)